# Neodiphthera gazellae
Neodiphthera gazellae is een vlinder uit de familie nachtpauwogen (Saturniidae). De wetenschappelijke naam werd voor het eerst geldig gepubliceerd in 1934 door Niepelt.